# Bythotiara stilbosa
Bythotiara stilbosa är en nässeldjursart som beskrevs av Mills och Rees 1979. Bythotiara stilbosa ingår i släktet Bythotiara och familjen Bythotiaridae. Inga underarter finns listade i Catalogue of Life.